# Dypsis psammophila
Espèce
Statut de conservation UICN

 EN B1ab(ii,iii,v)+2ab(ii,iii,v); C2a(i); D : En danger
Dypsis psammophila est une espèce de plantes de la famille des Arecaceae.

## Publication originale
- Palms of Madagascar 216–218. 1995.